# Ptychosyrinx chilensis
Ptychosyrinx chilensis is een slakkensoort uit de familie van de Turridae. De wetenschappelijke naam van de soort is voor het eerst geldig gepubliceerd in 1968 door Berry.